# 26. østlige længdekreds
Den 26. østlige længdekreds (eller 26 grader østlig længde) er en længdekreds, der ligger 26 grader øst for nulmeridianen. Den løber gennem Ishavet, Europa, Afrika, det Indiske Ocean, det Sydlige Ishav og Antarktis.